# Ігнатов Володимир Миколайович
Володимир Миколайович Ігнатов (рос. Владимир Николаевич Игнатов; 15 серпня 1985, Козельськ, РРФСР — 30 травня 2022, Україна)— російський військовик, старший сержант ПДВ РФ. Герой Російської Федерації.

## Біографія
Після закінчення дев'яти класів Сосенської школи продовжив навчання на факультеті «Технологія машинобудування» Дмитрівського технікуму Механічного заводу, потім — в Калузькому інституті бізнесу і технологій за спеціальністю «юриспруденція». Був призваний в ЗС РФ, після проходження навчання служив в 76-й десантно-штурмовій дивізії. Після закінчення строкової служби підписав контракт і був призначений командиром відділення 45-ї окремої бригади спеціального призначення. Учасник анексії Криму та інтервенції в Сирію. Загалом прослужив в ПДВ 15 років. З 24 лютого 2022 року брав участь у вторгненні в Україну. Загинув у бою на Донбасі.

## Нагороди
Отримав численні нагороди, серед яких:
- Орден Мужності
- Георгіївський хрест 4-го ступеня
- Медаль «За бойові заслуги»
- Медаль «За військову доблесть» 2-го і 1-го ступеня
- Медаль «За зміцнення бойової співдружності»
- Медаль «За відзнаку у військовій службі» 3-го і 2-го ступеня (15 років)
- Медаль «За повернення Криму»
- Медаль «Учаснику військової операції в Сирії»
- Звання «Герой Російської Федерації» (12 липня 2022, посмертно) — «за мужність і героїзм, проявлені під час виконання військового обов'язку.» 5 серпня медаль «Золота зірка» була передана рідним Ігнатова губернатором Калузької області Владиславом Шапша.

## Вшанування пам'яті
На будівні Сосенської школи встановлена меморіальна дошка.